# الإسلام في أوقيانوسيا

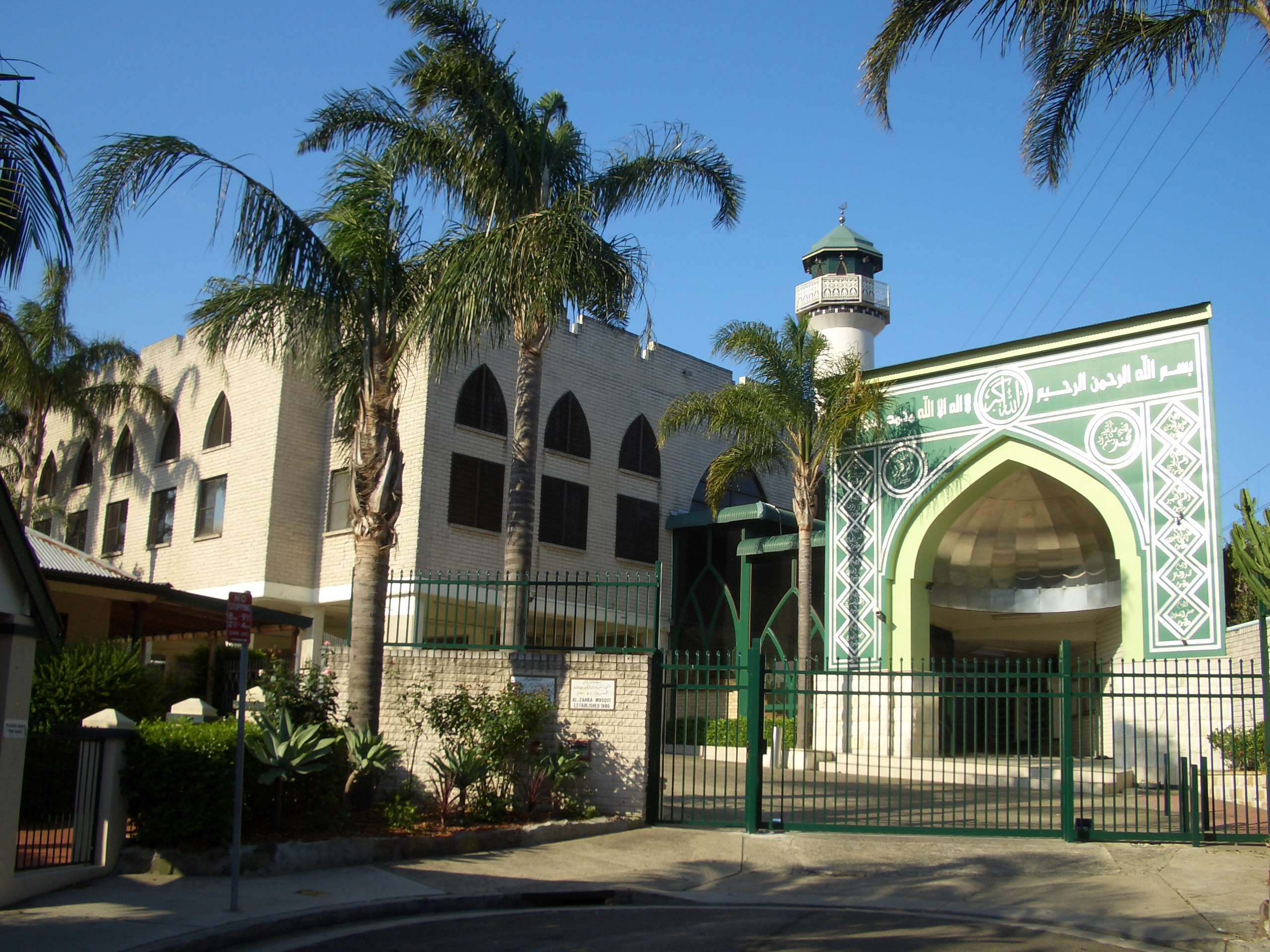
مسجد الزهراء ارنكليف

الإسلام في أوقيانوسيا يشير إلى الإسلام والمسلمين في منطقة أوقيانوسيا. وبعض البلدان في أوقيانوسيا، ولا سيما في أستراليا، والإسلام هو ثالث أكبر دين هناك، بعد المسيحية والبوذية. وفقا للتقديرات الحالية، هناك 500,000 مسلما في أوقيانوسيا 340.000 في أستراليا، و 36.000 في نيوزيلندا، 62.500 في فيجي، و 6.350 في كاليدونيا الجديدة، و 000 2 في بابوا غينيا الجديدة، و 350 في جزر سليمان وفانواتو و 100 إلى 200 في تونغا، وأرقام صغيرة في كيريباتي وساموا
وفقا للمادة 2007 من مجلة المحيط الهادئ، بعنوان "صعود القمر الأخضر"، إشارة أن الإسلام قد شهد زيادة كبيرة في أوساط أتباع شعوب فانواتو وفيجي وجزر سليمان وبابوا غينيا الجديدة وكاليدونيا الجديدة.و هناك الآلاف من السكان الأصليين تحولوا إلى الإسلام في ميلانيزيا.
هناك أيضا ما يقرب من 400 مسلم في بالاو التي سمحت الحكومة مؤخرا بعض الأويغور المحتجزين في معتقل غوانتانامو للاستيطان في الجزيرة

## التاريخ
جاء الإسلام إلى مناطق أوقيانوسيا قبل 400 سنة (منذ 1600 م). عندما كان شعب غينيا الجديدة يتاجر مع الصين وامبراطورية ملايو، عرف وجود الإسلام في مناطق أوقيانوسيا في أوائل القرن 17،
وأجزاء أخرى من أوقيانوسيا لم يُرَ فيها وجود الإسلام حتى القرن 19. على سبيل المثال، جاء أول مسلمين إلى فيجي عندما جاء المهاجرون المسلمون على متن سفينة جلب عمال إلى فيجي في عام 1879.

## مواقع خارجية
السكان المسلمون في عام 2010 الدكتور حسين الكتاني